# Större fregattfågel
Större fregattfågel (Fregata minor) är en stor havsfågel inom familjen fregattfåglar.

## Utseende

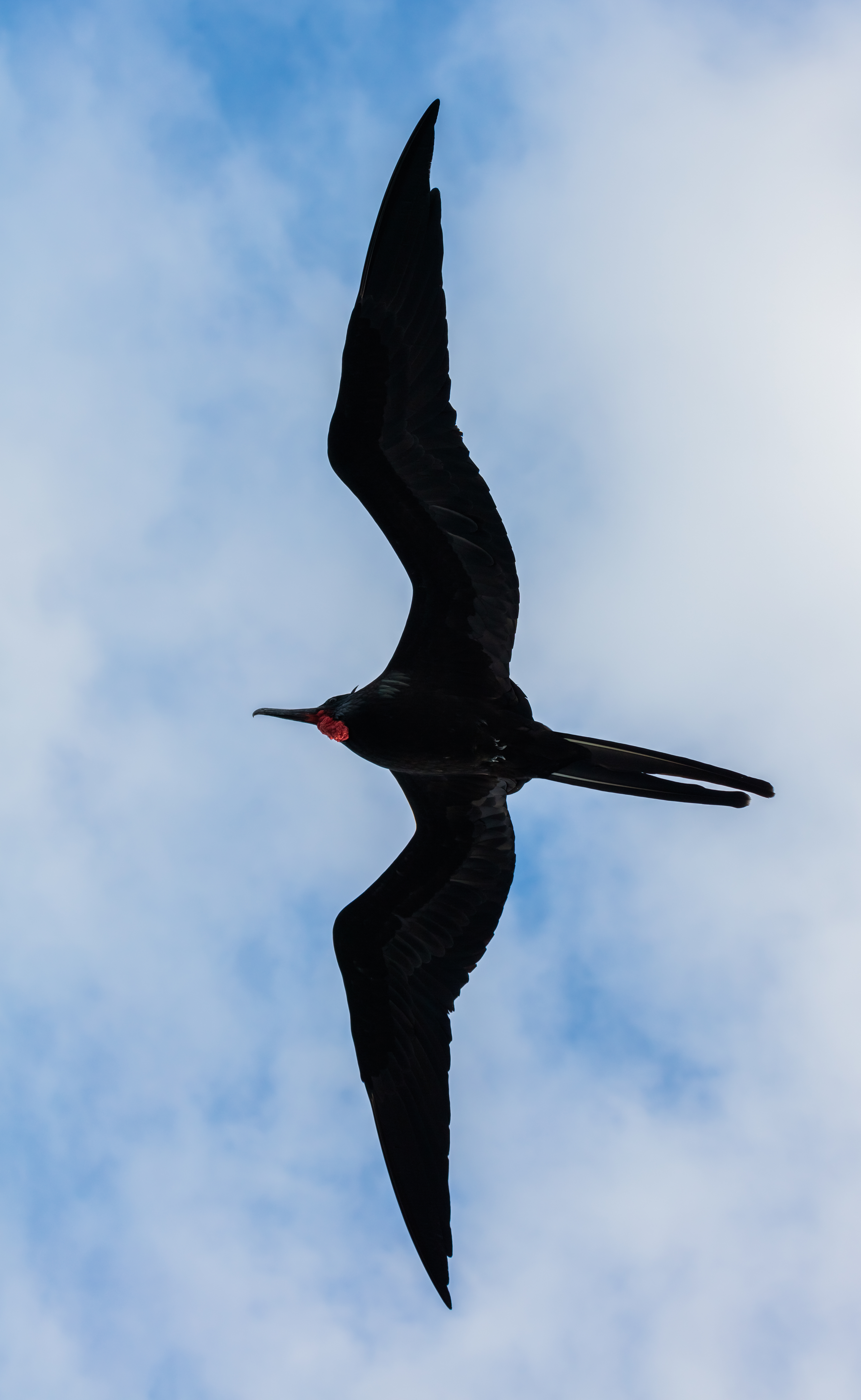
Fregattfåglar kan flyga konstant i veckor, ibland upp till månader över öppet hav.

Större fregattfågel är en stor fågel, i snitt 93 cm lång och har liksom alla fregattfåglar mycket långa och spetsiga vingar med ett vingspann på mer än två meter. Jämfört med praktfregattfågeln ter den sig dock kompaktare med bredare vingar och kortare stjärt. Hanen har till skillnad från praktfregattfågelns hane röda ben och ett ljus band över övre armtäckarna, medan honan har unikt för arten svarta axillarer.

## Utbredning

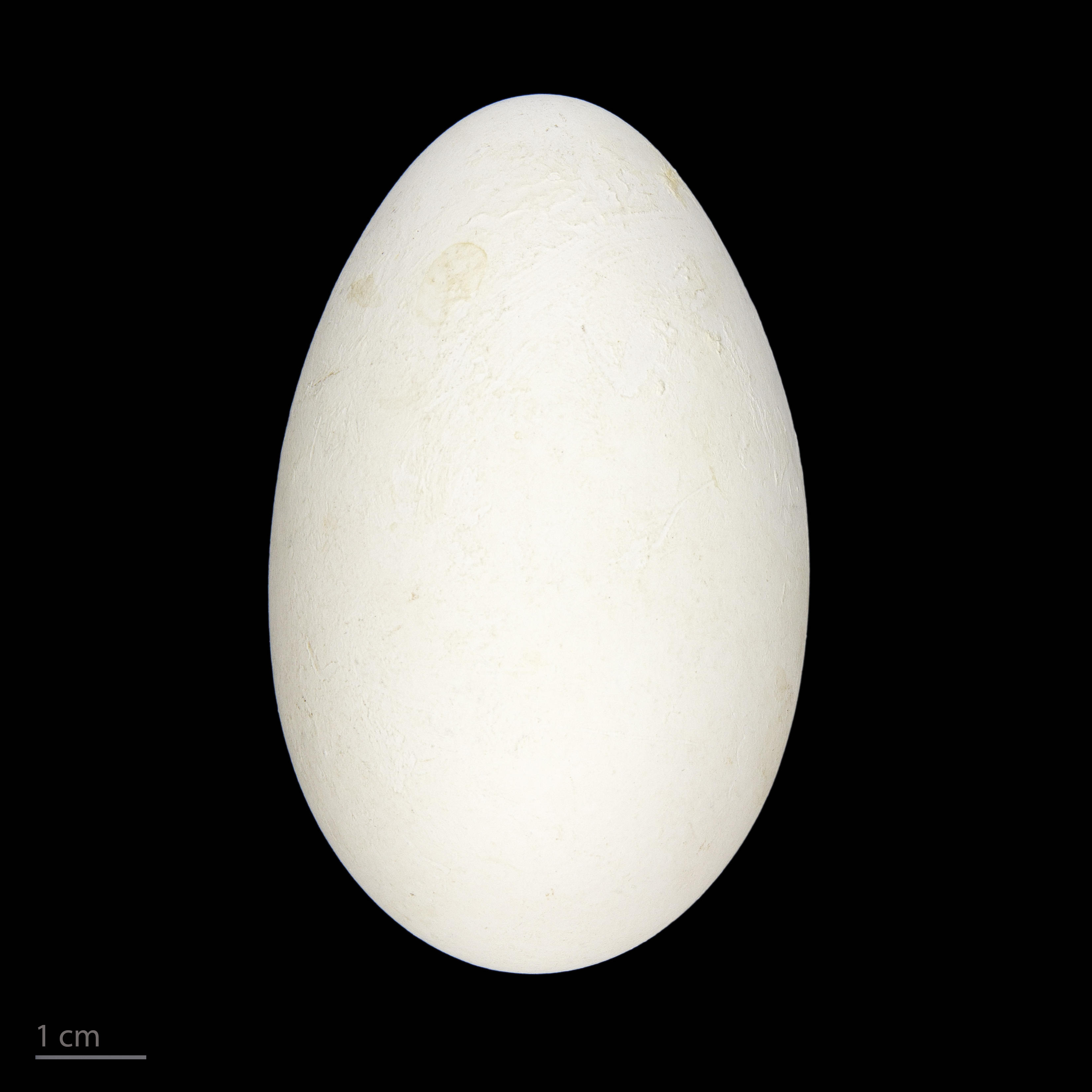
Fregata minor

Större fregattfågel förekommer vid tropiska hav och häckpopulationer finns i Stilla havet (bland annat på Galápagosöarna), Indiska oceanen och i Sydatlanten. Den delas in i fem underarter med följande utbredning:
- Fregata minor palmerstoni – häckar på öar i västra och centrala Stilla havet
- Fregata minor ridgwayi – häckar på Revillagigedoöarna, Isla del Coco och Galápagosöarna i östra Stilla havet
- Fregata minor nicolli – häckar på öarna Trindade och Martín Vaz i södra Atlanten och rör sig till Brasiliens kust efter häckning
- Fregata minor aldabrensis – häckar i västra Indiska oceanen på Aldabra och närliggande öar
- Fregata minor minor – häckar på Kokosöarna och Julön i Indiska oceanen samt Paracelöarna i Sydkinesiska sjön

## Ekologi
Fregattfåglar vilar inte på vattnet trots att de tillbringar veckor eller månader flygande över haven. Deras långa vingar, dåligt utvecklade simfötter och inte så vattentäta fjäderdräkt gör det svårt för dem att lyfta, om de inte bara varit nära vattnet mycket snabbt.
För födosök är de beroende av att större fiskar och valar driver upp byten, som flygfisk och bläckfisk, till eller ovanför ytan. De födosöker genom att långsamt flyga nära vattenytan, främst på dagen men även på natten. Detta sammantaget gör att fregattfåglar inte vilar på vattnet. När de befinner sig över hav vilar de istället samtidigt som de flyger genom att sova i omgångar av tolv sekunder, ibland med en hjärnhalvan åt gången. Med hjälp av denna metod sover de i ungefär 40 minuter under en 24-timmarsperiod, vilket gör att arten ibland kan flyga oavbrutet i flera månader åt gången.
Större fregattfågel häckar likt andra fregattfåglar i kolonier, oftast i buskar och träd, och följer gärna fartyg.

## Status och hot
Arten har ett stort utbredningsområde och en stor population, men tros minska i antal, dock inte tillräckligt kraftigt för att den ska betraktas som hotad. Internationella naturvårdsunionen IUCN kategoriserar därför arten som livskraftig (LC). Det globala beståndet uppskattas till 120 000 vuxna individer.